# Osiedle Przylesie (Leszno)
Osiedle Przylesie – osiedle mieszkaniowe wielkiego zespołu mieszkaniowego, położone w południowo-wschodniej części Leszna. Osiedle powstało w latach 80. XX wieku, gdy miasto silnie rozrastało się jako stolica nowego województwa.
Osiedle składa się z ulic: Leśna Osada, Rejtana i Zamenhofa.
Na osiedlu znajduje się szkoła podstawowa nr 13 oraz gimnazjum nr 7. 
Wierni wyznania rzymskokatolickiego podlegają pod parafię św. Kazimierza.